# 7:39
7:39 (ang. The 7.39) – brytyjski melodramat z 2014 roku w reżyserii Johna Alexandra. Scenariusz do filmu został napisany przez Davida Nichollsa, a jego realizacją zajęła się wytwórnia Carnival Films.
Premiera filmu miała miejsce w dwóch częściach 6 i 7 stycznia 2014 na brytyjskim kanale BBC One w Wielkiej Brytanii.

## Opis fabuły
Film opisuje historię Carla Matthews (David Morrissey), który codziennie o godzinie 7:39 jeździ do pracy pociągiem. Pewnego poranka w trakcie walki o miejsce siedzące poznaje Sally Thorn (Sheridan Smith). Przypadkowe spotkanie przeradza się w romans.

## Obsada
Źródło: Filmweb
- David Morrissey jako Carl Matthews
- Sheridan Smith jako Sally Thorn
- Olivia Colman jako Maggie Matthews
- Sean Maguire jako Ryan Cole
- Izzy Meikle-Small jako Charlotte Matthews
- Bill Milner jako Adam Matthews
- Justin Salinger jako Grant Findlay
- Lashana Lynch jako Kerry Wright

i inni.